# Liste des pays par réserves de pétrole prouvées

Réserves prouvées dans les 5 plus gros pays détenteurs de réserves.

 (mars 2022).

## Présentation
Il s'agit d'un classement des pays par leurs réserves prouvées de pétrole. La section « réserves conventionnelles uniquement » est basée sur les données de l'OPEP au 1er janvier 2013. La section « réserves non conventionnelles comprises » est basée sur les données du CIA World Factbook du 1er janvier 2012.
Selon la définition de la CIA : « les réserves prouvées sont les quantités de pétrole qui, par l'analyse des données géologiques et techniques, peuvent être estimées avec un degré élevé de confiance pour être commercialement récupérables à une date donnée, à partir des réservoirs connus et aux conditions économiques actuelles. »
(Noter que chaque tableau qui suit correspond à des dates différentes)

## Classement réserves conventionnelles (en 2022)
|    | Pays                                      | Réserves en barils |
| -- | ----------------------------------------- | ------------------ |
| 1  | Venezuela (plus d'informations)           | 299 953 000 000    |
| 2  | Arabie saoudite (plus d'informations)     | 266 578 000 000    |
| 3  | Iran (plus d'informations)                | 157 530 000 000    |
| 4  | Irak (plus d'informations)                | 143 059 000 000    |
| 5  | Koweït (plus d'informations)              | 101 500 000 000    |
| 6  | Émirats arabes unis (plus d'informations) | 97 800 000 000     |
| 7  | Russie (plus d'informations)              | 80 000 000 000     |
| 8  | Libye (plus d'informations)               | 48 363 000 000     |
| 9  | Nigeria (plus d'informations)             | 37 070 000 000     |
| 10 | États-Unis (plus d'informations)          | 36 520 000 000     |
| 11 | Kazakhstan                                | 30 000 000 000     |
| 12 | Qatar                                     | 25 244 000 000     |
| 13 | Chine                                     | 24 649 000 000     |
| 14 | Brésil                                    | 15 314 000 000     |
| 15 | Algérie                                   | 14 000 000 000     |
| 16 | Mexique (plus d'informations)             | 11 079 000 000     |
| 17 | Angola                                    | 8 423 000 000      |
| 18 | Équateur                                  | 8 273 000 000      |
| 19 | Azerbaïdjan                               | 7 000 000 000      |
| 20 | Soudan (Soudan du Sud compris)            | 5 000 000 000      |
| 21 | Inde                                      | 5 675 000 000      |
| 22 | Norvège                                   | 5 497 000 000      |
| 23 | Oman                                      | 5 151 000 000      |
| 24 | Égypte                                    | 4 400 000 000      |
| 25 | Canada                                    | 4 161 000 000      |
| -  | Total                                     | 1 492 880 000 000  |

## Classement réserves conventionnelles uniquement 2012
|       | Pays                                      | Réserves en barils                    | Part mondiale % |
| ----- | ----------------------------------------- | ------------------------------------- | --------------- |
| 1     | Venezuela (plus d'informations)           | 297 735 000 000                       | 24,80 %         |
| 2     | Arabie saoudite (plus d'informations)     | 265 850 000 000                       | 22,10 %         |
| 3     | Iran (plus d'informations)                | 157 300 000 000                       | 13,10 %         |
| 4     | Irak (plus d'informations)                | 140 300 000 000                       | 11,70 %         |
| 5     | Koweït (plus d'informations)              | 101 500 000 000                       | 8,50 %          |
| 6     | Émirats arabes unis (plus d'informations) | 97 800 000 000                        | 8,10 %          |
| 7     | Russie (plus d'informations)              | 80 000 000 000                        | 5,41 %          |
| 8     | Libye (plus d'informations)               | 48 500 000 000                        | 4,00 %          |
| 9     | Nigeria (plus d'informations)             | 37 100 000 000                        | 3,10 %          |
| 10    | Kazakhstan                                | 30 000 000 000                        | 2,20 %          |
| 11    | Chine                                     | 25 584 000 000                        | 1,73 %          |
| 12    | Qatar                                     | 25 244 000 000                        | 1,70 %          |
| 13    | États-Unis (plus d'informations)          | 23 267 000 000                        | 1,57 %          |
| 14    | Brésil                                    | 13 154 000 000                        | 0,88 %          |
| 15    | Algérie                                   | 12 200 000 000                        | 0,82 %          |
| 16    | Mexique (plus d'informations)             | 11 365 000 000                        | 0,76 %          |
| 17    | Angola                                    | 9 055 000 000                         | 0,61 %          |
| 18    | Équateur                                  | 8 235 000 000                         | 0,55 %          |
| 19    | Azerbaïdjan                               | 7 000 000 000                         | 0,47 %          |
| 20    | Soudan (Soudan du Sud compris)            | 6 700 000 000                         | 0,45 %          |
| 21    | Malaisie                                  | 5 850 000 000                         | 0,39 %          |
| 22    | Inde                                      | 5 571 000 000                         | 0,37 %          |
| 23    | Oman                                      | 5 500 000 000                         | 0,37 %          |
| 24    | Norvège                                   | 5 366 000 000                         | 0,36 %          |
| 25    | Canada (plus d'informations)              | 4 900 000 000                         | 0,33 %          |
| 26    | Égypte                                    | 4 400 000 000                         | 0,29 %          |
| 27    | Viêt Nam                                  | 4 400 000 000                         | 0,29 %          |
| 28    | Indonésie                                 | 4 030 000 000                         | 0,27 %          |
| 29    | Australie (plus d'informations)           | 3 872 000 000                         | 0,26 %          |
| 30    | Argentine                                 | 2 805 000 000                         | 0,18 %          |
| 31    | Royaume-Uni                               | 2 800 000 000                         | 0,18 %          |
| 32    | Syrie                                     | 2 500 000 000                         | 0,16 %          |
| 33    | Colombie                                  | 2 200 000 000                         | 0,14 %          |
| 34    | Gabon                                     | 2 000 000 000                         | 0,13 %          |
| 35    | Brunei                                    | 1 100 000 000                         | 0,07 %          |
| (...) | Autres                                    | 23 156 000 000                        | 1,56 %          |
| -     | Total                                     | 1 478 211 000 000 = 1 478,2 milliards | 100 %           |

## Classement réserves non conventionnelles comprises (date restant à définir)

Pétrole - réserves prouvées non conventionnelles comprises

|     | Pays                                      | Réserves en barils                  | Part mondiale % |
| --- | ----------------------------------------- | ----------------------------------- | --------------- |
| 1   | Arabie saoudite (plus d'informations)     | 264 600 000 000                     | 17,27 %         |
| 2   | Venezuela (plus d'informations)           | 209 400 000 000                     | 13,66 %         |
| 3   | Canada                                    | 173 600 000 000                     | 11,33 %         |
| 4   | Iran                                      | 151 200 000 000                     | 9,86 %          |
| 5   | Irak                                      | 143 100 000 000                     | 9,34 %          |
| 6   | Koweït (plus d'informations)              | 101 500 000 000                     | 6,62 %          |
| 7   | Émirats arabes unis (plus d'informations) | 97 800 000 000                      | 6,38 %          |
| 8   | Russie                                    | 60 000 000 000                      | 3,91 %          |
| 9   | Libye (plus d'informations)               | 48 080 000 000                      | 3,13 %          |
| 10  | Nigeria (plus d'informations)             | 38 500 000 000                      | 2,51 %          |
| 11  | Kazakhstan                                | 30 000 000 000                      | 1,95 %          |
| 12  | Brésil                                    | 26 000 000 000                      | 1,69 %          |
| 13  | Qatar                                     | 20 350 000 000                      | 1,32 %          |
| 14  | États-Unis                                | 20 680 000 000                      | 1,34 %          |
| 15  | Angola                                    | 15 000 000 000                      | 0,97 %          |
| 16  | Chine                                     | 14 800 000 000                      | 0,96 %          |
| 17  | Algérie                                   | 12 260 000 000                      | 0,80 %          |
| 18  | Mexique                                   | 12 170 000 000                      | 0,79 %          |
| 19  | Inde                                      | 8 935 000 000                       | 0,58 %          |
| 20  | Azerbaïdjan                               | 7 000 000 000                       | 0,45 %          |
| 21  | Équateur                                  | 6 573 000 000                       | 0,42 %          |
| 23  | Norvège                                   | 5 320 000 000                       | 0,34 %          |
| 24  | Soudan                                    | 5 000 000 000                       | 0,32 %          |
| 25  | Oman                                      | 4 902 000 000                       | 0,32 %          |
| 26  | Viêt Nam                                  | 4 700 000 000                       | 0,30 %          |
| 27  | Égypte                                    | 4 450 000 000                       | 0,29 %          |
| 28  | Indonésie                                 | 4 000 000 000                       | 0,26 %          |
| 29  | Malaisie                                  | 2 900 000 000                       | 0,18 %          |
| 30  | Yémen                                     | 2 880 000 000                       | 0,18 %          |
| 31  | Royaume-Uni                               | 2 827 000 000                       | 0,18 %          |
| 32  | Argentine                                 | 2 820 000 000                       | 0,18 %          |
| 33  | Colombie                                  | 2 417 000 000                       | 0,17 %          |
| 34  | Syrie                                     | 2 187 000 000                       | 0,14 %          |
| 35  | Maroc                                     | 2 000 000 000                       | 0,12 %          |
| 36  | République du Congo                       | 1 600 000 000                       | 0,10 %          |
| 37  | Tchad                                     | 1 500 000 000                       | 0,09 %          |
| 38  | Australie                                 | 1 426 000 000                       | 0,09 %          |
| 39  | Gabon                                     | 1 309 000 000                       | 0,08 %          |
| 40  | Guinée équatoriale                        | 1 100 000 000                       | 0,07 %          |
| 41  | Brunei                                    | 1 100 000 000                       | 0,07 %          |
| 42  | Ouganda                                   | 1 000 000 000                       | 0,06 %          |
| 43  | Danemark                                  | 900 000 000                         | 0,05 %          |
| 44  | Trinité-et-Tobago                         | 728 300 000                         | 0,04 %          |
| 45  | Ghana (plus d'informations)               | 660 000 000                         | 0,04 %          |
| 46  | Turkménistan                              | 600 000 000                         | 0,03 %          |
| 47  | Roumanie                                  | 600 000 000                         | 0,03 %          |
| 48  | Ouzbékistan                               | 594 000 000                         | 0,03 %          |
| 49  | Pérou                                     | 586 100 000                         | 0,03 %          |
| 50  | Timor oriental                            | 553 800 000                         | 0,03 %          |
| 51  | Italie                                    | 523 200 000                         | 0,03 %          |
| 52  | Pakistan                                  | 480 900 000                         | 0,03 %          |
| 53  | Thaïlande                                 | 442 000 000                         | 0,02 %          |
| 54  | Tunisie                                   | 425 000 000                         | 0,02 %          |
| 55  | Ukraine                                   | 395 000 000                         | 0,02 %          |
| 56  | Pays-Bas                                  | 287 400 000                         | 0,01 %          |
| 57  | Allemagne                                 | 276 000 000                         | 0,01 %          |
| 58  | Turquie                                   | 270 400 000                         | 0,01 %          |
| 59  | Côte d'Ivoire                             | 250 000 000                         | 0,01 %          |
| 60  | Bolivie                                   | 209 800 000                         | 0,01 %          |
| 61  | Cameroun                                  | 200 000 000                         | 0,01 %          |
| 62  | Albanie                                   | 199 100 000                         | 0,01 %          |
| 63  | Biélorussie                               | 198 000 000                         | 0,01 %          |
| 64  | Cuba (plus d'informations)                | 181 500 000                         | 0,01 %          |
| 65  | République démocratique du Congo          | 180 000 000                         | 0,01 %          |
| 66  | Papouasie-Nouvelle-Guinée                 | 170 000 000                         | 0,01 %          |
| 67  | Pologne                                   | 155 000 000                         | 0,01 %          |
| 68  | Espagne                                   | 150 000 000                         | 0,00 %          |
| 69  | Chili                                     | 150 000 000                         | 0,00 %          |
| 70  | Philippines                               | 138 500 000                         | 0,00 %          |
| 71  | Bahreïn                                   | 107 200 000                         | 0,00 %          |
| 72  | Nouvelle-Zélande                          | 96 100 000                          | 0,00 %          |
| 73  | France(plus d'informations)               | 90 010 000                          | 0,00 %          |
| 74  | Afghanistan                               | 87 000 000                          | 0,00 %          |
| 75  | Autriche                                  | 85 000 000                          | 0,00 %          |
| 76  | Guatemala                                 | 83 070 000                          | 0,00 %          |
| 77  | Serbie                                    | 77 500 000                          | 0,00 %          |
| 78  | Suriname                                  | 72 000 000                          | 0,00 %          |
| 79  | Birmanie (plus d'informations)            | 50 000 000                          | 0,00 %          |
| 80  | Japon                                     | 44 120 000                          | 0,00 %          |
| 81  | Kirghizistan                              | 40 000 000                          | 0,00 %          |
| 82  | Géorgie                                   | 33 190 000                          | 0,00 %          |
| 83  | Hongrie                                   | 31 720 000                          | 0,00 %          |
| 84  | Bangladesh                                | 28 000 000                          | 0,00 %          |
| 85  | Mauritanie                                | 20 000 000                          | 0,00 %          |
| 86  | Bulgarie                                  | 15 000 000                          | 0,00 %          |
| 87  | Afrique du Sud                            | 15 000 000                          | 0,00 %          |
| 88  | Tchéquie                                  | 15 000 000                          | 0,00 %          |
| 89  | Tadjikistan                               | 12 000 000                          | 0,00 %          |
| 90  | Lituanie                                  | 12 000 000                          | 0,00 %          |
| 91  | Israël                                    | 11 800 000                          | 0,00 %          |
| 92  | Grèce                                     | 10 000 000                          | 0,00 %          |
| 93  | Slovaquie                                 | 9 000 000                           | 0,00 %          |
| 94  | Bénin                                     | 8 000 000                           | 0,00 %          |
| 95  | Belize                                    | 6 700 000                           | 0,00 %          |
| 96  | Croatie                                   | 2 960 000                           | 0,00 %          |
| 97  | Taïwan                                    | 2 800 000                           | 0,00 %          |
| 98  | Barbade                                   | 2 260 000                           | 0,00 %          |
| 99  | Jordanie                                  | 1 000 000                           | 0,00 %          |
| 100 | Éthiopie                                  | 430 000                             | 0,00 %          |
| -   | Total                                     | 1 532 000 000 000 = 1 532 milliards | 100 %           |